# Patrick Ruthven
Patrick Ruthven, 3r. Lord Ruthven (nascut vers el 1520 - Newcastle, 13 de juny, 1566), fou un polític escocès, tercer lord del seu nom, descendent d'una família saxona o danesa establerta a Escòcia en l'època de David I.
Va combatre contra els anglesos i després contra els francesos el 1552. Se li va encarregar de combatre per la força de la Reforma a Perth, però es va negar a acceptar aquesta comissió i va negociar després, en nom dels lords de la Conversió, amb la reina regent. Va exercir un paper preponderant en aquell moviment religiosos; el 1560 va derrotar a un exèrcit francès a Kingborn, i el mateix any va signar la declaració per a la defensa de la llibertat de l'Evangeli i l'expulsió dels francesos. El 1563, Maria Stuart el va nomenar el seu conseller privat, cosa que no va ser obstacle perquè continués protegint el protestantisme; però es va portar lleialment amb la reina, evitant que caigués en poder de Moray. Va negociar també el matrimoni de la reina amb Darnley, que era cosí germà seu, i va ser un dels principals organitzadors de l'assassinat de David Riccio, que l'havia substituït en la influència de la reina. Tot i que aquesta li va prometre perdonar-lo, Ruthven va creure més segur refugiar-se a Anglaterra, on va acabar els seus dies.

## Fills
- William, quart lord de Ruthven i primer comte de Gowrie (1541-1584),

Va exercir també un paper important en la història d'Escòcia. Després de l'assassinat de Riccio va acompanyar el seu pare a Anglaterra, i en tornar, el 1566, es va declarar en contra de Bothwell (James Hepburn). Quan la reina va caure en mans dels lords, va ser qui la va conduir a la fortalesa de Lochteven, i durant algun temps va estar encarregat de la seva custòdia. Nomenat el 1573 lord tresorer, va prendre una part considerable de la pacificació de Perth, com també en el procés de Morton, després de l'execució de la qual se li va concedir el títol de comte de Gowrie (1581). El 1582 es va apoderar violentament de la persona del rei i el va tenir segrestat durant algun temps, però el 1594 va caure, al seu torn, a les mans del comte d'Arran i va ser acusat d'alta traïció i decapitat a Stirling el 2 de maig d'aquell any.
- John, tercer comte de Gowrie (1578-1600),

Va fer els seus estudis a les universitats de Pàdua, Ginebra i París, tornant a escòcia el 1600, després d'haver passat per Londres per oferir els seus respectes a la reina Isabel. A Dublín es va fer una rebuda triomfal al jove comte, fet que va excitar la gelosia del rei Jaume IV, que a més devia una suma considerable a aquell. Joan va reclamar judicialment el pagament del deute i es va riure als seus dominis, en què es va presentar un dia el rei, que havia sortit de caça. El comte el va convidar a dinar, i després del menjar es va produir una escena confusa que els historiadors no han pogut aclarir mai. El cert és que el rei va demanar auxili, i els que ho acompanyaven van donar mort a Joan i al seu germà, sent els cadàvers esquarterats i exposats a diferents ciutats. La traïció dels germans Ruthven no ha pogut comprovar-se, suposant alguns historiadors que va ser una estratagema del rei per desempallegar-se alhora d'un deute molest i d'uns enemics poderosos.